# Економічна теорія
Економі́чна тео́рія, або теорети́чна еконо́міка, — наука, що вивчає фундаментальні закони і категорії економічного життя суспільства.
Виникнення сучасної економічної теорії пов'язано з іменем шотландського вченого XVIII ст. Адама Сміта, який виклав основи економічної теорії у своїй роботі «Дослідження про природу і причини багатства народів» (1776 рік).

## Основні сфери інтересів
Вивчення проблем вибору в умовах обмеженості ресурсів для максимального задоволення потреб людей. Складається з багатьох шкіл і направлень. Економічна теорія розвивається і доповнюється новими даними з часом, тому її розвитком в історичній перспективі займається такий напрямок, як історія економічних вчень. Основна мета економічної теорії — дати пояснення подій, що відбуваються в економічному житті за допомогою моделей дійсності, об'єктивний аналіз розвитку реальної економіки.

## Походження терміна та інші назви економічної теорії

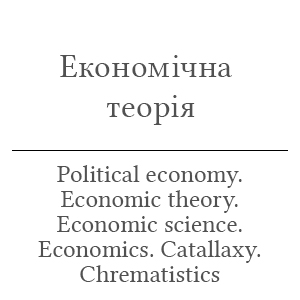

Історія науки про економіку зберегла для нас декілька її назв, які виникали відповідно до особливостей сприйняття і трактування економічної діяльності людей у різні епохи та різних авторів.
Слово «економіка» має давньогрецьке походження — воно утворене з двох слів — (від дав.-гр. οἶκος, oíkos — дім та дав.-гр. νόμος — закон). Запропонував цей термін Ксенофонт (прибл. 430—355 роки до н. е.) для позначення науки про господарство, управління домом і майном.
Від Арістотеля І Ксенофонта ми знаємо її не тільки як «економіку» (ведення домогосподарства), а ще й під іменами «хрематистика» (Chrematistics, грецьк.: χρηματιστική) і «каталактика».
«Політична економія» — так її назвав Антуан де Монкретьєн у 1615 р., видавши «Трактат з політичної економії». Вільям Петті, англійський економіст XVII ст., намагаючись додати точності до економічних досліджень, застосовував термін «політична арифметика».
«Соціальна фізика» — назва, яку використовував середньовічний арабський філософ та історик XIV ст. Ібн Хальдун. «Камералістика» — так називали економіку у пізньосередньовічній Західній Європі XVI—XIX ст.
«Політичною економією» продовжував називати її Адам Сміт у своїй головній праці «Дослідження про природу і причини багатства народів» (1776 рік).
«Економікс» (Economics) — назва Альфреда Маршалла, який бажав відділити «чисту» економіку від політики, скорочення від «економічної науки» (Economic science).
Австрійська школа розглядає економіку як частину людської діяльності, яку вивчає праксеологія.
Крім того, у дослідженнях багатьох авторів XIX—XX ст. використовується термін «теоретична економія» або «теоретична економіка» (Theoretical economy), зокрема Дж. Б. Кларк (робота «Розподіл багатства»), К. Менгер («теоретична національна економія»).

## Еволюція економічної теорії

### Античні часи

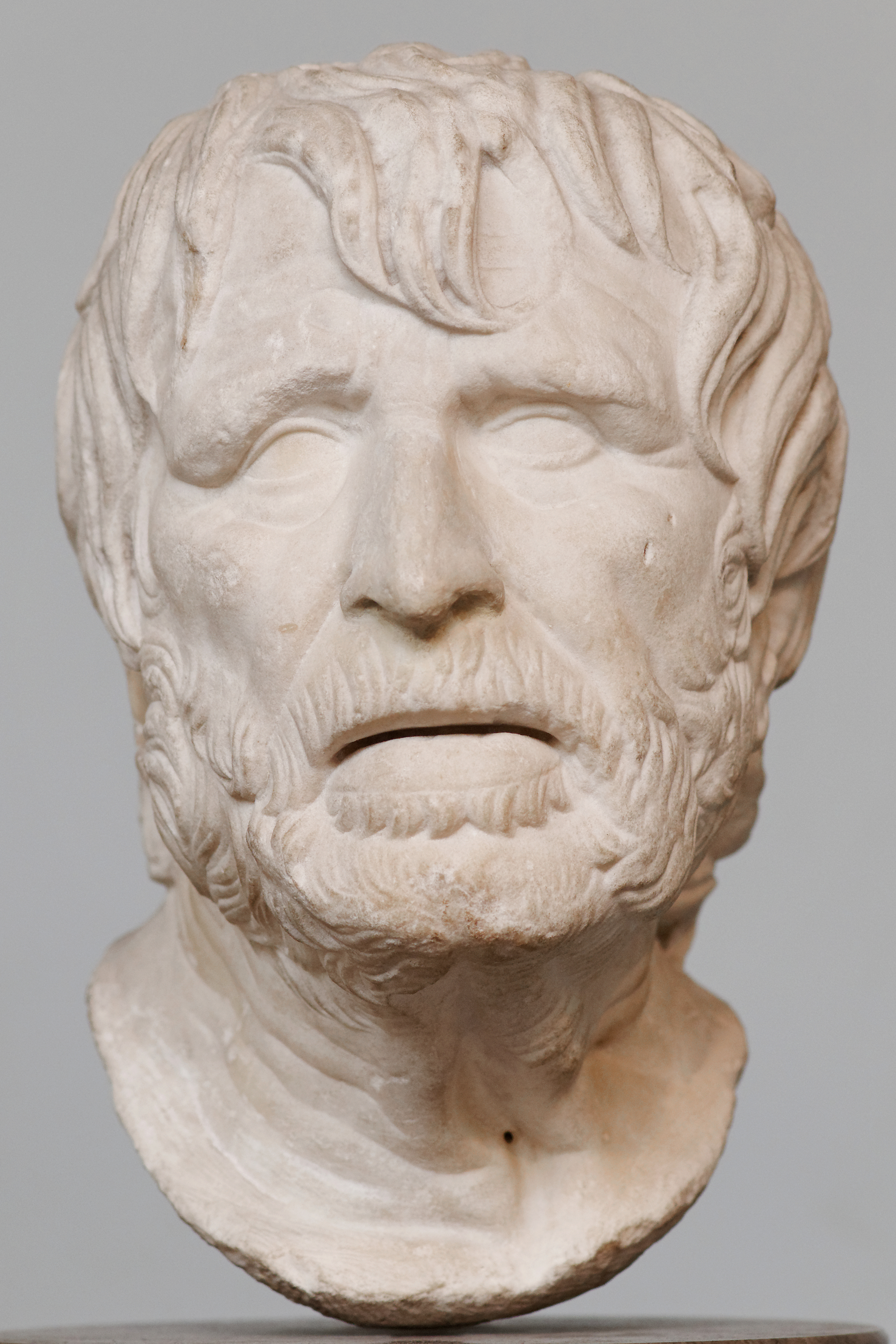
Гесіод

Найранішні економічні твори зустрічаються у спадщині месопотамської, грецької, римської, індійської, китайської, перської та арабської цивілізацій. Економічні заповіді трапляються у працях давньогрецького поета Гесіода, й кілька економічних істориків описали самого Гесіода як «першого економіста». Інші помітні письменники, які приділили увагу економічним питанням, від Античності до епохи Відродження: Арістотель, Ксенофонт, Чанак'я, Цінь Ши Хуан, Тома Аквінський та Ібн Хальдун. Йозеф Шумпетер описав Аквінського як того, хто «найближче, аніж будь-яка інша група, підійшов до того, щоб бути основоположником „наукової економіки“ щодо грошової, процентної та ціннісної теорії в рамках природно-правової перспективи».
Дві групи, яких згодом називали «меркантилістами» та «фізіократами», більш безпосередньо вплинули на подальший розвиток предмета. Обидві групи були пов'язані з піднесенням економічного націоналізму та сучасного капіталізму в Європі.

### Середньовіччя
Економічні погляди епохи Середньовіччя містяться у працях богословів, філософів. Найвідомішим серед них є Тома Аквінський (1225—1274), який був італійським богословом.
Однією з видатних з точки зору економічної теорії шкіл Середньовіччя є Саламанкська школа, представники якої у XVI ст. сформулювали базові принципи сучасної економіки, серед яких суб'єктивна теорія цінності, динамічна природа ринків і недосяжність економічної рівноваги, динамічна природа конкуренції, принцип часової преференції й т.п. Досягнення представників Саламанкської школи були забуті й заново відкриті майже через 300 років й оформлені у концепцію суб'єктивістської економіки Германом Ґоссеном (1854), Карлом Менгером (1871), Вільямом Стенлі Джевонсом (1871) та Леоном Вальрасом (1874).

### Меркантилізм
Меркантилізм (фр. mercantile — торговець, від лат. mercari — торгувати) був економічною доктриною, яка процвітала з XVI по XVIII століття у плодотворній памфлетній літературі, будь то купці чи державні діячі. Згідно з меркантилізмом, багатство нації залежить від накопичення золота та срібла. Нації без доступу до шахт могли отримувати золото та срібло від торгівлі лише продаючи товари за кордон та обмежуючи імпорт, крім золота та срібла. Доктрина закликала імпортувати дешеву сировину для використання у виробничих товарах, які можна експортувати, а також державне регулювання: запровадити захисні тарифи на товари, що виробляються, та заборонити виробництво у колоніях.

### Фізіократія

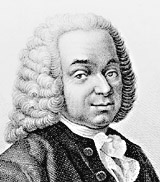
Франсуа Кене

Фізіократи (грец. Φυσιο — природа, κράτες — влада) — група французьких мислителів та письменників XVIII століття, розвивали ідею економіки як кругообігу доходу та виробництва. Фізіократи вважали, що тільки сільськогосподарське виробництво генерує явний надлишок над витратами, тому сільське господарство було основою всього багатства нації. Таким чином, вони виступали проти меркантилістичної політики щодо стимулювання виробництва та торгівлі за рахунок сільського господарства, включаючи імпортні тарифи. Фізіократи виступали за заміну адміністративно дорогих зборів податків єдиним податком на доходи власників земель. Як реакція проти рясних торговельних норм меркантилістів, фізіократи виступали за політику laissez-faire, яка закликала до мінімального втручання уряду в економіку.
Найяскравішим представником фізіократії є Франсуа Кене (1694—1774).
Адам Сміт (1723—1790) був раннім економічним теоретиком. Сміт жорстоко критикував меркантилістів, але описував фізіократичну систему «з усіма її недосконалостями» як «можливо найчистіше наближення до істини, з усіх опублікованих» на цю тему.

### Класична економічна теорія

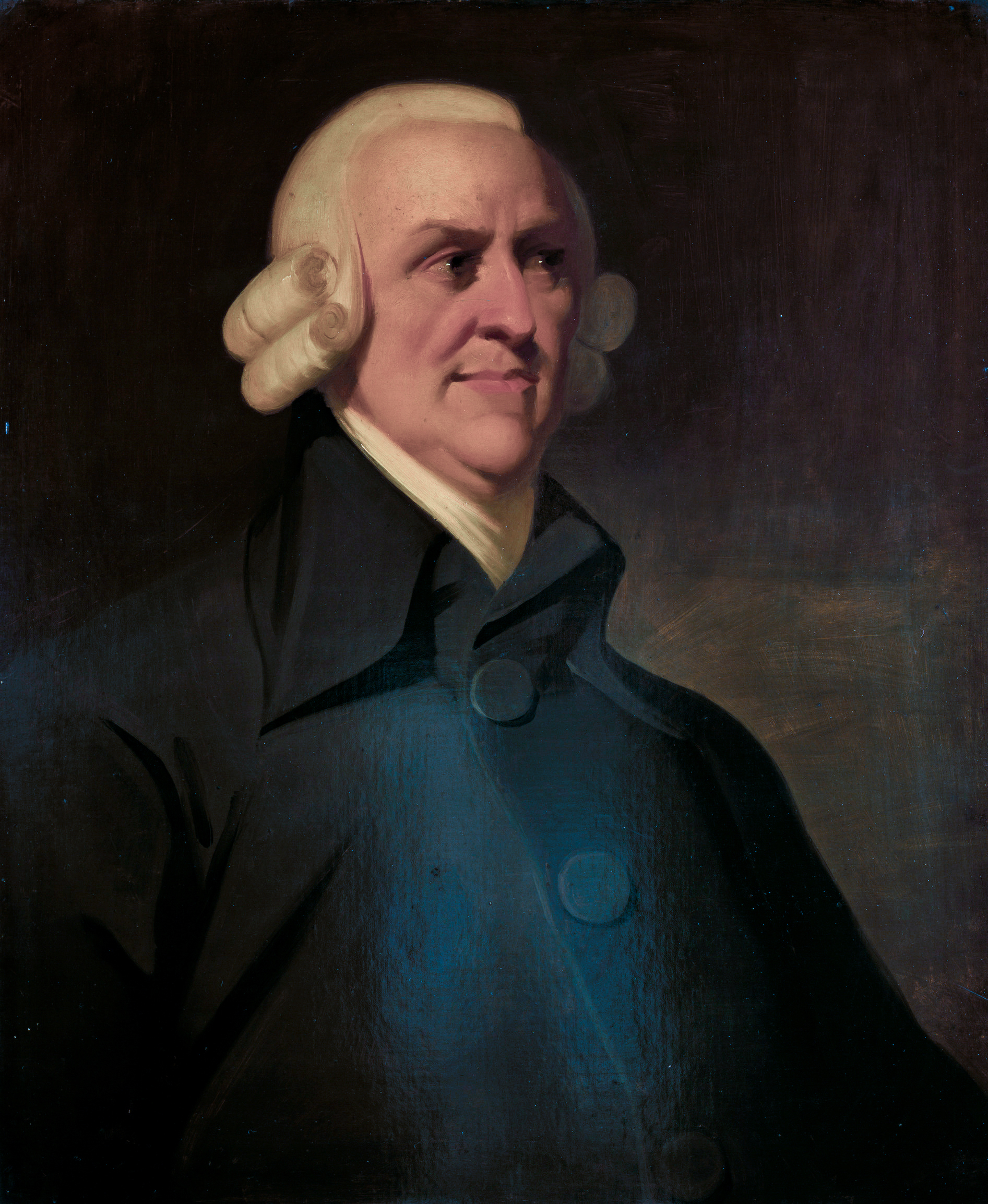
Адам Сміт

У публікації Адама Сміта «Багатство народів» 1776 року було описано як «ефективне народження економіки як окремої дисципліни». Книга визначила землю, працю та капітал як три фактори виробництва та головних учасників, які створюють багатство нації, на відміну від фізіократичної ідеї, що продуктивним є тільки землеробство.
Сміт обговорює потенційні переваги спеціалізації шляхом розподілу праці, включаючи підвищення продуктивності праці та прибутку від торгівлі, незалежно від міста та країни чи між країнами. Його «теорема» про те, що «розподіл праці обмежений обсягом ринку» була охарактеризована як «ядро теорії функцій фірми та галузі» та «фундаментальний принцип економічної організації». Сміту також було приписано «найважливіше суттєве положення в усіх галузях економіки» та основу теорії розподілу ресурсів — про те, що в умовах конкуренції власники ресурсів (робочої сили, землі та капіталу) шукають найвигіднішого використання, внаслідок чого однакова норма рентабельності для всіх видів використання в рівновазі (з урахуванням очевидних відмінностей, що виникають внаслідок таких факторів, як навчання та безробіття).
В аргументі, що включає «один з найвідоміших уривків з усієї економіки» Сміт представляє кожного індивіда як намагається використати будь-який капітал, яким він може розпоряджатися для своєї вигоди, а не для суспільства, і для заради прибутку, який необхідний на певному рівні для використання капіталу у вітчизняній промисловості і позитивно пов'язаний із вартістю продукції. У цьому:
|  | Він, як правило, і не має наміру просувати суспільний інтерес, і не знає, наскільки він його пропагує. Віддаючи перевагу внутрішній підтримці, ніж внутрішній промисловості, він має намір лише власну безпеку; і спрямовуючи цю галузь у такий спосіб, як її продукція, може мати найбільшу цінність, він має намір лише власну вигоду, і він в цьому, як і в багатьох інших випадках, керується невидимою рукою для сприяння досягненню мети, якої не було частина його наміру. Також не завжди гірше для суспільства те, що воно не було його частиною. Переслідуючи власний інтерес, він часто просуває суспільство більш ефективно, ніж коли він насправді має намір просувати його. |

Преподобний Томас Роберт Мальтус (1798) використовував концепцію зменшення прибутку для пояснення низького рівня життя. Людське населення, стверджував він, прагнуло геометрично збільшуватися, випереджаючи виробництво їжі, яке збільшувалося арифметично. Сила швидко зростаючого населення проти обмеженої кількості землі означала зменшення віддачі робочої сили. Результатом, за його словами, стала хронічно низька заробітна плата, яка заважала підвищити рівень життя більшості населення вище рівня прожиткового мінімуму. Економіст Джуліан Лінкольн Саймон розкритикував висновки Мальтуса.

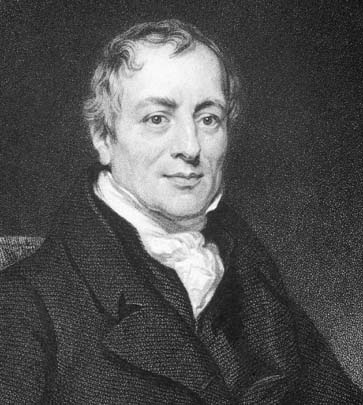
Давид Рікардо

У той час як Адам Сміт наголошував на виробництві доходу, Давид Рікардо (1817) зосередився на розподілі доходу серед власників землі, робітників та капіталістів. Рікардо бачив властивий конфлікт між землевласниками, з одного боку, робочою силою та капіталом з іншого. Він висловив думку про те, що зростання населення та капіталу, тиснучи на фіксовану пропозицію землі, підштовхує ренти і стримує заробітну плату та прибуток. Рікардо першим заявив і довів принцип порівняльної переваги, згідно з яким кожна країна повинна спеціалізуватися на виробництві та експорті товарів тим, що має нижчу відносну собівартість продукції, а не покладається лише на власне виробництво. Це називалося «фундаментальним аналітичним поясненням» прибутку від торгівлі.
По закінченні класичної традиції Джон Стюарт Мілль (1848) порвав з компанією попередніх класичних економістів щодо неминучості розподілу доходу, виробленого ринковою системою. Мілль вказував на чітку різницю між двома ролями ринку: розподілом ресурсів та розподілом доходу. Він написав, що ринок може бути ефективним у розподілі ресурсів, але не в розподілі доходу, внаслідок чого суспільству потрібно втручатися.
Теорія вартості мала важливе значення в класичній теорії. Сміт написав, що «реальна ціна кожної речі … — це труд і проблеми її придбання». Сміт стверджував, що при оренді та прибутку інші ціни, крім заробітної плати, також входять у ціну товару. Інші класичні економісти описували варіанти теорії Сміта, названі «трудовою теорією вартості». Класична економіка була зосереджена на тенденції будь-якої ринкової економіки до осідання в остаточному стаціонарному стані, що складається з постійного запасу фізичного багатства (капіталу) та постійної чисельності населення. При цьому трудова теорія вартості не змогла адекватно пояснити природу вартості у деяких випадках, зокрема в її рамках не вирішується парадокс алмазу та води (парадокс цінності), який вдалося розв'язати лише з виникненням теорії суб'єктивістської корисності (граничної корисності, маржиналізму).

### Марксизм

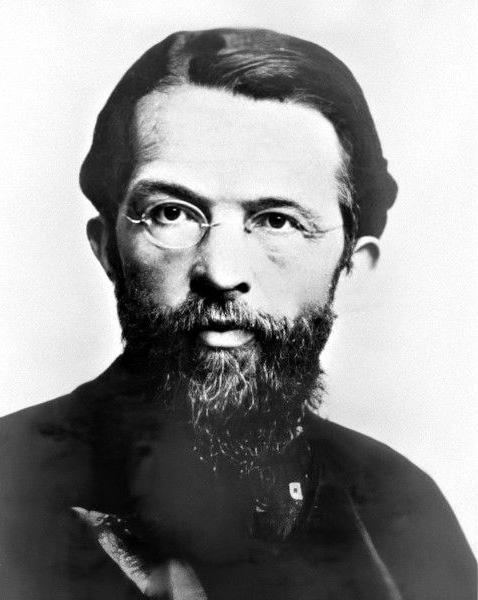
Карл Менгер

Коріння марксистської економіки знаходиться у класичній економіці, назва її походить від праць Карла Маркса. Перший том основної праці Маркса, «Капітал» (нім. Das Kapital), був опублікований німецькою мовою у 1867 р. У ньому Маркс зосередився на трудовій теорії вартості та теорії додаткової вартості, яка, на його думку, пояснювала експлуатацію робочої сили капіталом. Трудова теорія вартості праці стверджувала, що вартість товару, що обмінюється, визначалася робочою силою, яка витрачена на його виробництво, а теорія додаткової вартості демонструвала, що працівники отримували лише частку вартості, яку створила їхня робота, а більшу частку вартості (додаткову вартість) привласнював власник капіталу.

### Неокласична економіка
Неокласична економічна теорія виникла у 1870-х роках. ЇЇ основні представники: В. С. Джевонс і Л. Вальрас (математична школа), Дж. Б. Кларк (американська школа), Ірвінг Фішер, А. Маршалл і А. Пігу (кембриджська школа), К. Менгер (австрійська школа).
Неокласичний напрям досліджує поведінку т. зв. «людини економічної», яка намагається максимізувати дохід і мінімізувати затрати. Основні категорії аналізу — граничні величини (див. Маржиналізм). Важливою особливістю неокласичної школи є відмова від трудової теорії вартості й акценті на суб'єктивній оцінці цінності (суб'єктивна корисність, індивідуальна корисність), тобто, вартість (або цінність) створюється суб'єктивними вподобаннями особистості.

### Кейнсіанство

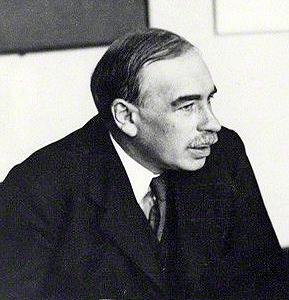
Джон Мейнард Кейнс

Кейнсіанська економіка походить від ідей Джона Мейнарда Кейнса, зокрема його книги «Загальна теорія зайнятості, відсотків та грошей» (1936), яка започаткувала сучасну макроекономіку як окрему сферу. Книга була зосереджена на факторах національного доходу у короткостроковому періоді, коли ціни відносно негнучкі. Кейнс спробував пояснити широкими теоретичними викладками, чому високе безробіття на ринку праці не може самокоригуватися через низький «ефективний попит» і чому навіть гнучкість цін і грошово-кредитна політика можуть бути непереборними. Термін «революційний» застосовано до книги в її впливі на економічний аналіз.
Кейнсіанська економіка має двох наступників. Посткейнсіанська економіка також зосереджується на макроекономічній жорсткості та процесах коригування. Дослідження мікрооснови для їх моделей представлено як на основі реальної практики, а не простої оптимізації моделей. Це, як правило, пов'язано з Кембриджським університетом та роботами Джоан Робінсон.
Новокейнсіанська економіка також пов'язана з подіями в кейнсіанській моді. У цій групі дослідники схильні ділитися з іншими економістами акцентом на моделях, що використовують мікрооснови та оптимізують поведінку, але з вужчим фокусом на стандартних кейнсіанських темах, таких як ціна та жорсткість заробітної плати. Зазвичай вони становлять ендогенні особливості моделей, а не просто припускають, як у старих кейнсіанських стилях.

### Чиказька економічна школа, монетаризм

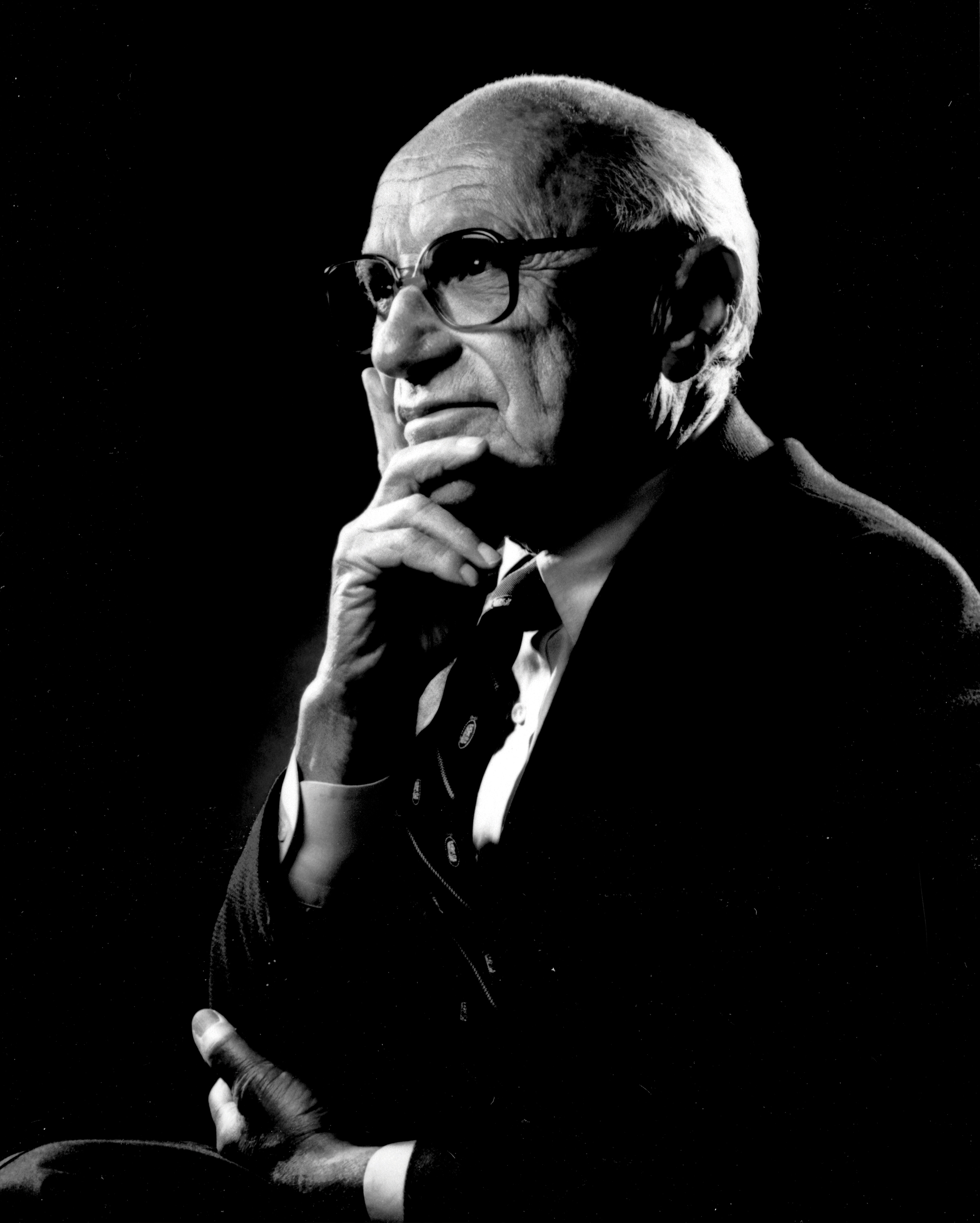
Мілтон Фрідман

Чиказька школа економіки відома своєю пропагандою вільного ринку та монетаристськими ідеями. На думку Мілтона Фрідмана та монетаристів, ринкова економіка за своєю суттю стабільна, якщо грошова маса не сильно розширюється чи скорочується. Бен Бернанке, колишній голова Федеральної резервної системи, сьогодні серед економістів, як правило, приймає аналіз Фрідмана про причини Великої депресії.
Мілтон Фрідман ефективно прийняв багато основних принципів, викладених Адамом Смітом та економістами-класиками, та модернізував їх. Одним із прикладів цього є його стаття в номері журналу The New York Times Magazine від 13 вересня 1970 року, в якій він стверджує, що соціальна відповідальність бізнесу повинна полягати в тому, щоб «використовувати свої ресурси та займатися діяльністю, спрямованою на збільшення прибутку … через відкриту та вільну конкуренцію без обману чи шахрайства».

### Австрійська школа
Ідеї Австрійської школи беруть початок у роботі Карла Менгера «Принципи політичної економії» (1871), зокрема ідеї суб'єктивістської цінності, граничної (маржинальної) корисності, часової преференції, спонтанного виникнення грошей. Найбільший внесок у розвиток ідей Австрійської школи зробив Людвіг фон Мізес, уродженець Львова, у своїй головній роботі «Людська діяльність: Трактат з економічної теорії» (1949).

## Мейнстрімна економічна теорія
Мейнстрімна економічна теорія (англ. Mainstream economics — «економіка головної течії») — усталені теорії, концепції економічної теорії, які поділяються більшістю економістів, викладені у підручниках з економіки, викладаються у більшості навчальних закладів світу.

## Прерогативні напрямки
Економічна теорія складається з ряду розділів:
- методологія економічної науки
- мікроекономіка
- макроекономіка
- міжнародна економіка
- економетрика
- теорія ігор

В сучасній економічній теорії можна відокремити ряд наукових шкіл і направлень:
- кейнсіанство
- монетаризм
- нова інституціональна економіка[en]
- поведінкова економіка
- нейроекономіка
- австрійська школа
- нова політична економія
- соціоекономіка
- право і економіка[en]
- екологічна економіка

В навчальних вузівських курсах на економічних факультетах, як правило, до економічної теорії відносять такі дисципліни:
- основи економічної теорії;
- мікроекономіку;
- макроекономіку;
- інституціональну економіку;
- історію економічних вчень.

Економічна теорія зародилася і сформувалася в надрах філософії, а потім відокремилася від неї в рамках загального процесу диференціації наук і спеціалізації вчених, що було зумовлено безперервним накопиченням знань і неможливістю охоплення всього їх масиву окремими дослідниками. У XIX столітті економічну теорію починають викладати у формі окремих курсів на юридичних факультетах університетів, в XX столітті з'являються особливі економічні факультети, спеціалізовані економічні вищі і середні спеціальні навчальні заклади, економіку починають вивчати в середніх школах, ліцеях, гімназіях, коледжах, формується коло професійних економістів.

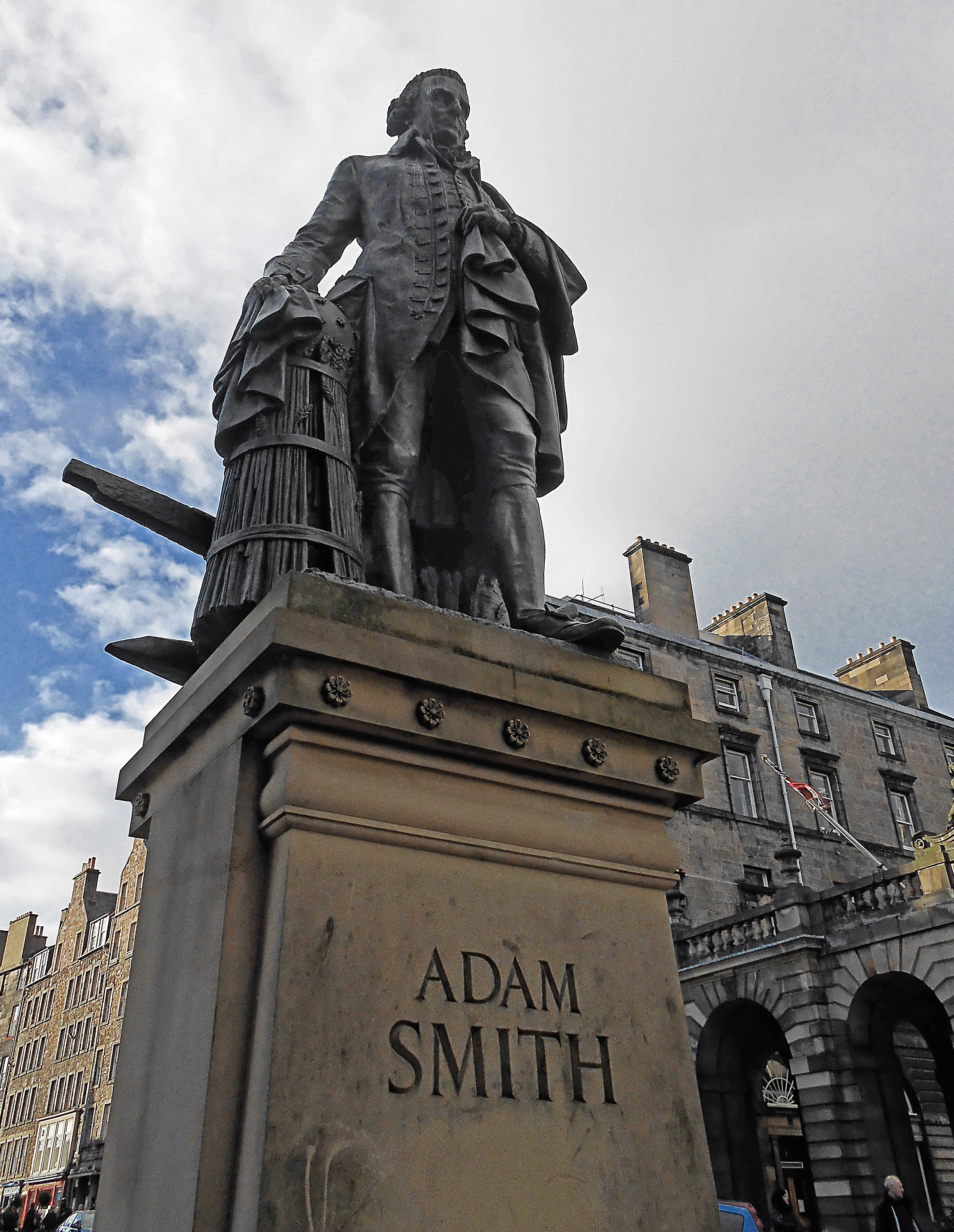
Пам'ятник Адаму Смітові в Единбурзі на Хай-стріт, зведений 2008 р.

«Батьком» сучасної економічної теорії вважається шотландець Адам Сміт, який виклав основні ідеї економіки у праці «Дослідження про природу і причини багатства народів» (англ. An Inquiry into the Nature and Causes of the Wealth of Nations), видана 1776 року.

## Функції економічної теорії
1. Теоретична — вивчає і пояснює процеси і явища економічного життя спільноти.
2. Світоглядна — формування системного, наукового світогляду.
3. Критична — на основі пізнання законів, керуючих економічними процесами і явищами, випрацьовується механізм господарювання, його структура і елементи, що активно впливають на суб'єкти ринкової економіки і визначають їх доцільну поведінку.
4. Методологічна — дозволяє визначати економічну теорію, як основу для розвитку цілого ряду інших економічних дисциплін (маркетинг, статистика, менеджмент, ціноутворення).
5. Прогнозувальна — наукові прогнози розвитку економіки, виявлення перспектив суспільного розвитку.
6. Освітня — дозволяє формувати у громадян економічну культуру, логіку, основні поняття про ринок.
7. Практична — рекомендації щодо вдосконалення дійсної економічної ситуації, зниження рівня інфляції, збільшення валового національного продукту і т. д., розробка конкретних принципів і способів раціонального господарства.
8. Превентивна — (від лат. preventus — попереджувальний) на основі минулих подій робити конструктивні висновки, щоб запобігти помилкам в майбутньому.

## Методи
1. Метод аналізу і синтезу — аналіз передбачає поділ розглянутого об'єкта чи явища на окремі частини і визначення властивостей окремого елемента. З допомогою синтезу отримують повну картину явища в цілому.
2. Метод індукції і дедукції — при методі індукції відбувається дослідження окремих фактів, принципів і формування загальних теоретичних концепцій на основі отримання результатів (від приватного до загального). Метод дедукції передбачає дослідження від загальних принципів, законів, коли положення теорії розподіляють на окремі думки.
3. Метод системного підходу — розглядає окреме явище чи процес як систему, яка складається з певної кількості взаємозв'язаних між собою елементів, котрі взаємодіють і впливають на ефективність усієї системи в цілому.
4. Метод математичного моделювання — передбачає побудову графічних, формалізованих моделей, які у спрощеному вигляді характеризують окремі економічні явища чи процеси.
5. Метод наукової абстракції — дозволяє виключати з розгляду окремі невагомі взаємовідносини між суб'єктами економіки і концентрувати увагу на розгляді кількох суб'єктів.

## Економічний аналіз
Економі́чний ана́ліз (англ. Economic Analysis, від грец. analysis — розкладання, розчленування) — взаємопов'язані й взаємозумовлені методи вивчення і наукового дослідження певних явищ, процесів, дій, результатів. У економіці застосовується з метою виявлення закономірностей і тенденцій розвитку економічних процесів, встановлення та оцінки основних факторів, що позитивно чи негативно впливають на показники ефективності.
Термін «економічний аналіз» запроваджено французьким економістом XVIII ст. Франсуа Кене.
У рамках економічної теорії економічний аналіз поділяється на мікроекономічний аналіз та макроекономічний аналіз.

## Важливі концепції, закони економіки

### Закон спадної віддачі
Будь-який фактор виробництва (економічний ресурс), будь-яке благо зменшують віддачу (корисність) при збільшенні їхнього використання понад певну величину.

### Обмеженість економічних ресурсів і необмеженість потреб
Економічні ресурси є обмеженими, дефіцитними. Людські потреби є необмеженими й постійно зростаючими.
Саме завдяки обмеженості ресурсів й необмежності потреб, стоїть питання про альтернативи використання обмежених ресурсів для задоволення необмежених, постійно зростаючих потреб — основне питання економіки. Економічним агентам (споживачам і виробникам) доводиться робити вибір між альтернативами використання обмежених ресурсів.

### Добровільний обмін
Добровільний обмін (англ. voluntary exchange) — це дії покупців і продавців, які вільно й охоче беруть участь у ринкових угодах. Добровільний обмін можливий за умов суверенітету споживача і суверенітету виробника.

### Вибір в економічній теорії
Сучасна економічна теорія значну увагу приділяє проблемі вибору, розглядаючи вибір споживача і вибір виробника за допомогою моделей вибору. Принцип побудови моделей вибору — вибір найкращого варіанту за умов необмеженості потреб і обмеженості ресурсів. Споживач вибирає максимальну корисність (максимізує корисність споживання благ) за умов бюджетного обмеження. Виробник прагне максимізації прибутку, враховуючи: а) ціну товару на ринку; б) обсяг продажів; в) вартість ресурсів (обмеження виробника).
«Трансформацію учення, яке започаткували економісти класичної школи, була завершена тільки сучасною суб'єктивною економічною теорією, яка перетворила теорію ринкових цін у загальну теорію людського вибору».
Крім індивідуального вибору споживача і виробника, який описує мікроекономіка, існує відгалуження економічної теорії — теорія суспільного вибору (Public Choice Theory), яка займається економічним аналізом процесів прийняття політичних рішень.

### Часова преференція
Проблема вибору в економічній теорії тісно пов'язана з поняттям часової преференції, яке відображує вибір людини діючої залежно від фактору часу («менше, але зараз, або більше, але пізніше»). Висока часова преференція означає, що людина бажає спожити блага якомога скоріше. Низька часова преференція означає, що людина погоджується відтермінувати споживання для отримання більшої вигоди у майбутньому. Низька часова преференція у суспільстві призводить до заощадження коштів, які стають основною для інвестицій. Низька суспільна часова преференція відображує далекоглядність, готовність до інвестування, довгострокового планування.

### Товари та блага
Благо (англ. Good) — усе, що задовольняє потребу. Товар — благо, призначене для обміну (продажу).

### Індивідуальна корисність
Відношення до корисності благ є індивідуальним, тобто цінність одного й того ж блага є суб'єктивною. Звідси неможливість існування загальної шкали корисності. Корисність з'ясовується в процесі обміну товарами, коли покупець і продавець домовляються про ціну товару. Індивідуальна корисність також знімає питання про «справедливий» або «пропорційний» обмін: умовою для здійснення обміну є те, що сторони обміну по-різному оцінюють корисність блага, призначеного для обміну.

### Ринкова ціна
Економічна теорія передбачає, що ціни на товари встановлюються на конкурентному ринку в результаті взаємодії покупців і продавців. Ринкова ціна є середнім показником ціни на товар, який формується в результаті багатократних актів взаємодії між великою чисельністю покупців і продавців. При цьому чисельність покупців і продавців є настільки великою, що окремі дії покупця або продавця не впливають на середню ринкову ціну.
Одночасно ринкова ціна є індикатором стану попиту і пропозиції на ринку. Підвищення ринкової ціни є сигналом для покупців зменшити споживання, а для виробників (продавців) — збільшити пропозицію. Зниження ринкової ціни є сигналом для покупців збільшити споживання, а для виробників (продавців) — зменшити виробництво (пропозицію). Таким чином через зміни ринкових цін відбувається балансування між попитом і пропозицією.
Усі спроби приказного встановлення ціни на ринку, як правило, з боку держави, розглядаються як втручання у роботу ринкового механізму, які спотворюють його дію й призводять до дисбалансу між попитом і пропозицією.

### Здатність ринку до саморегулювання
Внаслідок взаємодії великої чисельності покупців і продавців на ринку, встановлюється ринкова ціна — середня ціна на товар за певний період. За великої кількості покупців і продавців на ринку, дії окремого покупця або продавця не здатні вплинути на ринкову ціну. Через коливання ринкової ціни (сигнальна функція ціни) гравці ринку дізнаються про дефіцит або надлишок того чи іншого товару. Концепція саморегулювання ринку була представлена Адамом Смітом як концепція «невидимої руки ринку». Також вона знайшла відбиття у діяльності Фредеріка Бастіа у вигляді фрази «Париж нагодований!». У сучасній економічній теорії вона використовується також як «спонтанний порядок». Будь-яке регулювання ринку руйнує ціновий механізм, призводить до втрати ринку здатності до саморегулювання.

### Спеціалізація та поділ праці
Різноманіття людських талантів та здібностей у поєднанні з добровільним обміном та низькою часовою преференцією призводить до спеціалізації та поділу праці. Це означає, що кожний бере участь у виробництві лише певного виду товарів. Спеціалізація та поділ праці забезпечують виробництво товарів, які не можливо виробити індивідуальними зусиллями, призводячи таким чином до зростання загального добробуту.

### Гранична корисність і граничний аналіз
Гранична корисність (англ. Marginal utility) — додаткова корисність, яку отримує споживач із додаткової одиниці товару або послуги, яку буде втрачено у разі відмови від цієї одиниці.
Граничний аналіз (маржинальний аналіз) — це аналіз співвідношення приростів корисності до приростів кількості спожитого блага.

## Наукові розробки в Україні
Науковими розробками в галузі економічної теорії займається відділ економічної теорії Інституту економіки та прогнозування Національної академії наук України.

## Окремі економічні теорії
- Економіка просочування
- Теорія «економічної бази»
- Сировинна теорія
- Гіпотеза трьох секторів економіки
- Теорія полюсів зростання
- Неокласична теорія зростання
- Теорія міжрегіональної торгівлі
- Теорія торгівлі Бертіля Оліна
- Теорія товарного циклу
- Теорія очікуваної корисності
- Теорія перспектив
- Теорія споживання
- Теорія корисності
  - Теорія суб'єктивної очікуваної корисності
- Трудова теорія вартості
- Підприємницькі економічні теорії
- Теорії гнучкої спеціалізації
- Чиста економічна теорія

## Чиста економічна теорія
1. Чиста економічна теорія (англ. pure economic theory) — термін, введений французькими економістами для виокремлення фундаментальних теоретичних досліджень з політичної економії, яка бурхливо диверсифікувалася на початку XIX ст. (визначення Григорія Сапова).
2. Чиста економічна теорія — економічна теорія, заснована тільки на абстрактних передумовах.[8]
3. Чиста політична економія — «це, по суті, теорія визначення цін при гіпотетичному режимі досконалої вільної конкуренції» — визначення Леона Вальраса з його найвідомішої роботи «Начала чистої політичної економії або теорія суспільного багатства» (1874, 1877).
4. Чиста політична економія — визначення Альфреда Маршалла для позначення політичної економії, вільної від впливу політики; для відокремлення такої політичної економії від традиційної на той час, А. Маршалл використав термін «економікс».

## Людина економічна
Люди́на економі́чна (Homo Economicus) — модель раціонально-діючої людини в економіці. Абстрактна людина, яка є повністю раціональною та інформованою. Термін введено критиками роботи Джона Стюарта Мілля «Принципи політичної економії» (Principles of Political Economy, 1848).

## Позитивна та нормативна економічна теорія
Позитивна економічна теорія (також дескриптивна, описувальна) описує, моделює реальні економічні системи у їхньому фактичному становищі на певний момент часу, тобто фіксує їхній стан, робить «миттєвий знімок» («позитив», у термінах фотографії), описує «як є».
Нормативна економічна теорія (також прескриптивна, предписувальна) пропонує моделі бажаного майбутнього економічних систем, тобто пропонує варіанти «як має бути», обґрунтовуючи таким чином економічну політику, як шлях переходу від стану «як є» до стану «як має бути».
Нормативна економічна теорія таким чином, обґрунтовує необхідність проведення державної економічної політики втручання в економічну діяльність, що є предметом критики з боку деяких економічних шкіл, зокрема Австрійської школи економіки. Твердження нормативної економічної теорії можуть слугувати інтересам певних зацікавлених сторін (певних політичних партій), бути тенденційними і заангажованими, мати короткострокові цілі.
Нормативна економічна теорія та розробка економічної політики відбуваються здебільшого у макроекономічній частині економічної теорії.

## Економічний імперіалізм
Останнім часом спостерігається активна експансія методів економічної науки до сусідніх суспільнознавчих дисциплін, таких як психологія, антропологія, історія та інші. Це явище отримало назву «економічний імперіалізм» (від лат. impero — владарювати, підкоряти).

## Економічна теорія і праксеологія
Людвіг фон Мізес, представник Австрійської школи, так описує роль вибору в економічній науці: «Вивчення власне економічних проблем не може не починатися з дослідження акту вибору; економічна теорія стала частиною, і яка на сьогодні є найрозробленішою, універсальнішої науки праксеології».

## Економісти про економічну теорію

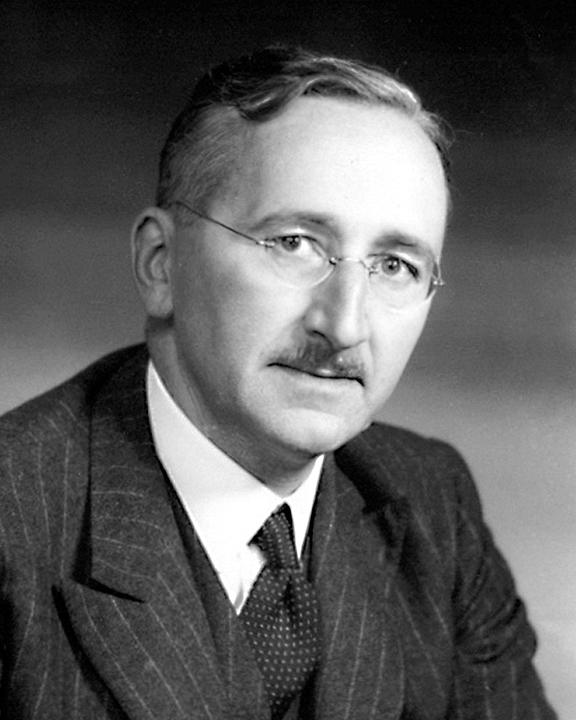
Фрідріх фон Гаєк

### Фрідріх фон Гаєк

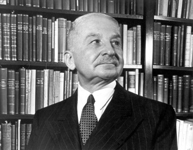
Людвіг фон Мізес

«Я питав себе про те, у чому полягає основна довгострокова користь, яку ми отримуємо від занять економічною наукою або про те, що спільного у людей, яких я вважаю хорошими економістами. (…) це не знання фактів й не знання окремих законів, яким підпорядковуються економічні явища, а здатність виявляти і спростовувати певні типи помилкових висновків. Думаю, немає сумнівів у тому, що одна з найбільш природних і важливих задач економіста — це не виправлення фактичних помилок, а виправлення помилкових логічних міркувань».
«… економічна теорія, завдяки тому, що неявно міститься у її положеннях, підійшла найближче за будь-яку іншу соціальну дисципліну до відповіді на центральне питання усіх суспільних наук: як може поєднання фрагментів знання, існуючого у різних головах, призводити до результатів, які, при усвідомленому прагненні до них, вимагали б від керуючого розуму таких знань, якими не може володіти жодна окрема людина».

«Економічну науку можна визначити як метатеорію — теорію про теорії, які створюються людьми для зрозуміння того, як найефективніше виявляються й використовуються різноманітні засоби для досягнення найрізноманітніших цілей».
«Цікава задача економіки — показати людям, як насправді мало вони знають про те, чим, на їхню думку, вони можуть управляти».

### Людвіг фон Мізес
«Предметом каталактики є усі ринкові явища зі своїм корінням, відгалуженням і наслідками. Люди, які торгують на ринку, спонукаються не тільки бажанням отримати їжу, дах і сексуальну насолоду, але й багатьма ідеалістичними мотивами. Вони роблять вибір між різними альтернативними варіантами, не важливо, чи вони класифікуються як матеріальні, чи ідеальні. На реальній шкалі цінності матеріальні і ідеальні речі хаотично змішані. Навіть якби було можливо провести чітку межу між матеріальними і нематеріальними інтересами, необхідно розуміти, що кожна конкретна дія або спрямована на реалізацію й матеріальних, й ідеальних цілей, або є результатом вибору між матеріальним та ідеальним».
«По суті економічна історія являє собою літопис методів державного регулювання, які провалилися внаслідок самовпевненого ігнорування законів економічної науки».
«Основна шкода … полягає у віддаленні економічної теорії від аналізу реальності. Більшість епігонів економістів-класиків бачили задачу економічної науки у вивченні не подій, які дійсно відбуваються, а лише тих сил, які деяким, не зовсім зрозумілим чином, визначили виникнення реальних подій. За їхньою думкою, економічна наука не ставить насправді за мету пояснити процес формування ринкових цін, а намагається описувати невизначену взаємодію різноманітних факторів, які відіграють роль у ціноутворенні. По суті, вона вивчає не живих людей, а так звану „людину економічну“, фантома, який має дуже мало спільного з реальними людьми». («Первинні основи економічної науки»)

### Ліонель Роббінс
«Економіка — це наука, яка вивчає поведінку людини як зв'язок між заданими цілями і обмеженими засобами, які мають альтернативне використання».

## Видатні праці з економічної теорії

### Есеї про природу торгівлі взагалі, 1730 (1755)
Праця Річарда Кантільйона, ірландського економіста, в який він розглядає фігуру підприємця як рушійну силу ринкового процесу й пояснює, що збільшення кількості грошей не зачіпає загальний рівень цін, а поступово завдає шкоди реальній економіці, викривлюючи установлені на ринку відносні ціни (ефект Кантільйона). В. С. Джевонс вважав цю роботу першою систематизованою працею з економіки, початком політичної економії.

### Економічна таблиця, 1758
Праця Франсуа Кене, французького економіста XVIII ст., в якій систематизовано ідеї фізіократії. «Економічна таблиця» вважається однією з перших спроб макроекономічного аналізу, оскільки у ній Ф. Кене зробив спробу підрахунку обсягу суспільного виробництва Франції з метою визначення обсягу оподаткування.

### Дослідження принципів політичної економії, 1767
Перший систематизований економічний трактат авторства шотландського економіста Джеймса Стюарта Денхема.

### Дослідження про природу і причини багатства народів, 1776
Фундаментальна праця шотландського економіста Адама Сміта, в якій розглядаються різні аспекти функціонування ринків, грошової економіки, факторів виробництва і зовнішньої торгівлі. «Багатство народів» є початком сучасної економічної теорії і відображає переконання лібералізму. В цій книзі вперше сформульовано ідею про те, що економічна діяльність окремих індивідів, що діють винятково заради власного зиску, в підсумку призводить до багатства і добробуту всього суспільства.

### Принципи політичної економії, 1848
Один з найважливіших підручників з політичної економії середини XIX ст., написаний британським філософом та економістом Джоном Стюартом Міллем (1806—1873).

### Принципи економічної науки, 1871
Фундаментальна праця з економічної теорії австрійського економіста Карла Менгера, один із перших сучасних трактатів, який просунув теорію граничної корисності. Ця робота вважається працею, з якої почалася Австрійська економічна школа. Одна з фундаментальних праць неокласичної економічної теорії.

### Принципи економічної науки, 1890—1891
Робота англійського економіста Альфреда Маршалла, в якій автор назвав політичну економію чистою і прикладною наукою, без впливу політики й щоб протиставити її політичній економії, використав ширший термін — «економікс» (від англ. ECONOMIC Science).

### Протестантська етика і дух капіталізму, 1905
Книга німецького соціолога Макса Вебера, класичний твір світової соціології. Автор пояснює зв'язок між віросповіданням і соціальними розшаруваннями, аналізує комплекс психологічних й культурних факторів, що сприяють поширенню капіталізму та утвердженню ринкових відносин в економіці.

### Загальна теорія зайнятості, відсотків і грошей, 1936
Праця «Загальна теорія зайнятості, відсотків і грошей» (англ. The General Theory of Employment, Interest and Money) була написана англійським економістом Джоном Мейнардом Кейнсом, визнається широким загалом його magnum opus та в цілому вважається джерелом створення термінології та форми сучасної макроекономіки. Книга спричинила революцію у макроекономічному мисленні, яка має назву «Кейнсіанська революція», особливо в частині постулату, що ринкова економіка природним чином самовідновлюється до повної зайнятості після тимчасових шоків.

### Природа фірми, 1937
Стаття Рональда Коуза (1910—2013) в якій він за допомогою ідеї трансакційних витрат дав відповідь питання чому люди створюють фірми, а не тільки використовують міжособисті ринкові контракти. У статті він відділив організацію як засіб координації людської діяльності від ринку, як іншого механізму координації. «Природа фірми» є однією з найцитованіших економічних статей.

### Основи економічного аналізу, 1946
«Основи економічного аналізу» (англ. Foundations of Economic Analysis), 1946 — одна з найцитованіших робіт Пола Самуельсона, яку він написав на основі свого дисертаційного дослідження. Робота мала важливі наслідки для економічної теорії, зокрема з неї почалося відродження інтересу до неокласичної економіки, вона сприяла популяризації математичного запису в економіці, вона згладила протиріччя між неокласичною економікою та кейнсіанством.
Саме в «Основах» Самуельсон сформулював два правила, які з часом стали для багатьох економістів основою їхнього методу. По-перше, скоротити число змінних і залишити лише найнеобхідніші для опису досліджуваних взаємозв'язків. По-друге, якщо це можливо, сформулювати досліджуваний феномен як задачу оптимізації з деякими обмеженнями.

### Людська діяльність: Трактат з економічної теорії, 1949
Фундаментальна робота австрійського і американського економіста Людвіга фон Мізеса, представника Австрійської школи економіки, в якій він комплексно виклав ідеї праксеології — науки про людську діяльність, одним з видів якої є економічна діяльність.

### Маяк в економічній теорії, 1974
Стаття Рональда Коуза, в який він довів, що маяки Британії, які використовувалися економістами як приклад блага, який може бути створений лише державою (суспільного блага), були приватними свого часу, що поставило під сумнів існування суспільних благ та виключну роль держави у їх створенні.

### Чому нації занепадають? Походження влади, багатства і бідності, 2012
Книга турецько-американського економіста Дарона Аджемоглу та британського політнауковця Джеймса Робінсона. Автори пояснюють економічний розвиток суспільства як похідний від якості політичних та економічних інститутів.

## Метафори в економічній теорії
В економічній теорії для підсилення наочності і кращого пояснення того чи іншого явища, використовуються метафори, деякі з яких є особливо яскравими, зокрема:
- Людина економічна (Homo Oeconomicus)
- Метафора про розбите вікно
- Невидима рука ринку
- Ножиці Маршалла
- Парадокс старого вина (Дж. Ст. Мілль)
- Теорія стаціонарного бандита

## Премії з економіки

### Медаль Джона Бейтса Кларка
Нагорода Американської економічної асоціації. Медаль названо на честь видатного американського економіста-неокласика, визнаного лідера школи Маржиналізму Джона Бейтса Кларка і з 1946 року її присуджують молодим «американським економістам, які у віці до сорока років зробили значний внесок в економічну думку і знання».

### Премія Леонтьєва
Премія Леонтьєва за розширення меж економічної думки — міжнародна економічна премія, яку щорічно з 2000 року (за винятком 2003) присуджує Інститут глобального розвитку і довкілля Університету Тафтса (Медфорд, Массачусетс). Премія встановлена в пам'ять видатного економіста Василя Леонтьєва, який працював з інститутом з 1993 по 1999 рік. Її присуджують за комбіновані теоретичні і емпіричні дослідження, сприяючі повнішому розумінню суспільних процесів і процесів довкілля.

### Премія Неммерса
Премія Ервіна Плейна Неммерса з економіки — премія Північно-Західного університету (США), яка вручається раз на два роки за видатні досягнення в сфері економіки.

### Премії Адама Сміта
Премії Адама Сміта — низка економічних премій, заснованих на честь великого шотландського економіста, які вручаються у різних країнах різними організаціями.

### Премія Карла Менгера
«Премію Карла Менгера» присуджують за інноваційні міжнародні дослідження у галузі грошово-кредитної макроекономіки, грошово-кредитної політики та валютної політики, яку спільно фінансують у розмірі 20 000 євро Німецький Бундесбанк, Національний банк Австрії та Національний банк Швейцарії.